# Rudolf Freese
Rudolf Diedrich Freese (* 8. Februar 1879 in Oldenburg; † 19. Februar 1963 ebenda) war ein deutscher Politiker (FDP) sowie ab 1945 Präsident der Handwerkskammer Oldenburg.

## Leben
Der Sohn des Hoftischlermeisters Johann Freese und dessen Ehefrau Lene geb. Gerdes ging nach seinem Besuch der Stadtknabenschule in Oldenburg bei seinem Vater in die Lehre. Nach seiner Lehrzeit begab er für zwei Jahre als Geselle auf Wanderschaft und trat nach der Meisterprüfung (1908) für zwei Jahre in das Oldenburgische Infanterie-Regiment 91 ein. 1910 machte er sich selbständig und setzte sich schon früh neben seiner Berufstätigkeit für die Belange des Handwerks ein. Von 1914 bis 1918 war er im Ersten Weltkrieg Kriegsteilnehmer und kehrte er als Vizefeldwebel aus dem Dienst zurück. Nach seiner Rückkehr trat er in das Geschäft seines Vaters ein.
Von 1921 bis 1924 war er Vorsitzender des Landesverbandes Oldenburg des niedersächsischen Handwerks und von 1930 bis 1934 Obermeister der Tischler-Innung Oldenburg. Von 1925 bis 1928 vertrat er als Abgeordneter des Landesblocks im Oldenburgischen Landtag die wirtschaftlichen Interessen des Mittelstandes. Da Freese es ablehnte, sich den Nationalsozialisten anzuschließen, musste er 1933/34 seine Ehrenämter niederlegen. In der schwierigen Nachkriegszeit, am 20. Juli 1945, wurde er auf Wunsch des 1945 für kurze Zeit wieder eingesetzten letzten Oldenburger Ministerpräsidenten Theodor Tantzen zum Präsidenten der Handwerkskammer bestellt, zu deren Wiederaufbau er wesentlich beitrug. Bis ins achtzigste Lebensjahr versah das Gründungsmitglied der Oldenburger FDP, für die Freese in der zweiten Wahlperiode vom 6. Mai 1951 bis 5. Mai 1955 im Niedersächsischen Landtag saß, sein Amt mit Umsicht und in dem Bestreben, die Berufsausbildung des handwerklichen Nachwuchses zu fördern. Für seine Verdienste wurden ihm auch von anderen Kammerpräsidenten wichtige Ehrenämter übertragen, so etwa den Vorsitz im Berufsbildungsausschusses des Zentralverbandes des Deutschen Handwerks (1947) und den stellvertretenden Vorsitz in der Deutschen Gesellschaft zur Förderung des gewerblichen Bildungswesens (1948). Außerdem wurde er Mitglied des Aufsichtsrats der Zentralkasse Nordwestdeutscher Volksbanken, des Aufsichtsrats der Volksbank Oldenburg, dessen Vorsitz er von 1945 bis 1961 innehatte, und des Beirats der Landesversicherungsanstalt Oldenburg-Bremen. Von 1945 bis 1948 gehörte Freese auch dem Rat der Stadt Oldenburg sowie seit 1948 dem Ausschuss des Oldenburgischen Landesbundes an. Der Zentralverband des deutschen Handwerks ehrte den Inhaber des Verdienstkreuzes der Bundesrepublik Deutschland (1952) anlässlich seiner Vollversammlung in Berlin 1957 für seine Verdienste um das deutsche Handwerk als ersten mit dem Handwerksabzeichen in Gold.

## Ehrungen
- 1952: Verdienstkreuz (Steckkreuz) der Bundesrepublik Deutschland
- 1957: Handwerksabzeichen in Gold (erste Verleihung überhaupt)